# Tuuru
Tuuru is een plaats in de Estlandse gemeente Haapsalu, provincie Läänemaa. De plaats heeft de status van dorp (Estisch: küla). Ze ligt aan de Baai van Topu, een onderdeel van de Oostzee.
Tot in oktober 2017 behoorde Tuuru tot de gemeente Ridala. In die maand werd Ridala samengevoegd met de stad Haapsalu tot de gemeente Haapsalu.

## Bevolking
Het dorp had 29 inwoners op 31 december 2011 en 28 inwoners op 31 december 2021.